# Lam Thiên Lập
Lam Thiên Lập (tiếng Trung: 蓝天立, bính âm: Lán Tiān Lì, tiếng Latinh: Lan Tianli, sinh tháng 10 năm 1962, người Tráng) là chính trị gia nước Cộng hòa Nhân dân Trung Hoa. Ông là Ủy viên Ủy ban Trung ương Đảng Cộng sản Trung Quốc khóa XX, Ủy viên dự khuyết khóa XIX, khóa XVIII, hiện là Phó Bí thư Khu ủy, Bí thư Đảng tổ, Chủ tịch Chính phủ Nhân dân Khu tự trị dân tộc Choang Quảng Tây. Ông nguyên là Bí thư Đảng tổ, Chủ tịch Ủy ban Quảng Tây Hội nghị Hiệp thương Chính trị Nhân dân Trung Quốc; Phó Bí thư Đảng tổ, Phó Chủ tịch Quảng Tây, Viện trưởng Học viện Hành chính Quảng Tây.
Lam Thiên Lập là đảng viên Đảng Cộng sản Trung Quốc, học vị Thạc sĩ Kinh tế chính trị học, Thạc sĩ Hành chính công, Tiến sĩ Khoa học Quản trị, chức danh Phó Nghiên cứu viên. Toàn bộ sự nghiệp hơn 40 năm của ông đều công tác ở quê nhà Quảng Tây, cho đến khi trở thành người đứng đầu hành chính, hành pháp Quảng Tây.

## Xuất thân và giáo dục
Lam Thiên Lập sinh tháng 10 năm 1962 tại quận Nghi Châu, địa cấp thị Hà Trì, Khu tự trị dân tộc Choang Quảng Tây. Ông theo học phổ thông tại quê nhà. Tháng 9 năm 1983, ông bắt đầu học ngành vật lý, Khoa Vật lý của Học viện Dân tộc Quảng Tây (广西民族学院, tiếng Tráng: Gvangjsih Minzcuz Dayoz), tốt nghiệp cử nhân vào tháng 7 năm 1987. Tháng 9 năm 1996, ông học tập ban nghiên cứu, ngành kinh tế chính trị, Khoa Kinh tế, Đại học Quảng Tây và tốt nghiệp Thạc sĩ Kinh tế chính trị học vào 07 năm 1999. Từ tháng 9 năm 2002, ông là nghiên cứu sinh chuyên ngành khoa học quản trị tại Viện Kinh tế khoa học của Đại học Hàng không vũ trụ Bắc Kinh, nhận bằng Tiến sĩ Khoa học quản trị vào tháng 3 năm 2007. Trong giai đoạn này, ông cũng dành thời gian một năm từ tháng 2 năm 2006 đến tháng 2 năm 2007, học tập tại Đại học Công nghệ Nanyang, nhận thêm bằng Thạc sĩ Hành chính công.
Về lĩnh vực chính trị, xã hội chủ nghĩa Trung Quốc, tháng 6 năm 1985, ông được kết nạp Đảng Cộng sản Trung Quốc. Từ tháng 9 đến tháng 11 năm 2001, ông theo học lớp cán bộ lãnh đạo cấp sảnh tại Trường Đảng Đảng ủy Khu tự trị Quảng Tây. Tháng 3 đến 07 năm 2002, ông tham gia lớp cán bộ phía Tây của Trường Đảng Trung ương Đảng Cộng sản Trung Quốc. Tháng 3 đến 07 năm 2010, ông tiếp tục tham gia Trường Đảng Trung ương, học lớp đào tạo cán bộ thanh niên, trung niên Trung Hoa.

## Sự nghiệp

### Khoa học và giáo dục
Tháng 2 năm 1980, khi 18 tuổi, Lam Thiên Lập bắt đầu sự nghiệp giáo dục với vị trí giáo viên, dạy các Trường Tiểu học Thạch Biệt, Long An, Đường Lợi ở huyện Nghi Sơn (宜山县). Ông theo dạy hơn ba năm, rồi học đại học, chuyển sang cơ quan nhà nước. Từ tháng 7 năm 1987 đến năm 1992, ông được tuyển dụng làm chuyên viên của Ủy ban Khoa học và Công nghệ, Khu tự trị dân tộc Choang Quảng Tây. Tháng 9 năm 1992, ông được bổ nhiệm làm Phó Xứ trưởng Xứ Công nghệ cao của Ủy ban Khoa học và Công nghệ, giữ vị trí cho đến năm 1996. Tháng 9 năm 1996, ông giữ chức vụ Điều tra viên Xứ Công nghệ cao kiêm nhiệm Trợ lý Viện trưởng của Phân Viện Khoa học và Phát triển Quảng Tây, thuộc Viện Khoa học và Phát triển Trung Quốc (中国科技开发院).
Tháng 9 năm 1998, ông được điều chuyển làm Ủy viên Đảng tổ, Phó Sảnh trưởng Sảnh Khoa học và Công nghệ, Chính phủ Nhân dân Quảng Tây. Ông kiêm nhiệm chức vụ Phó Chủ tịch Hiệp hội Khoa học kỹ thuật Quảng Tây từ tháng 1 năm 2002. Tháng 4 năm 2003, Lam Thiên Lập được bổ nhiệm làm Bí thư Đảng tổ, Sảnh trưởng Sảnh Khoa học và Công nghệ Chính phủ khu, công vụ viên cấp chính sảnh – chính địa. Ông kiêm nhiệm là Giám đốc, Viện trưởng Phân Viện Khoa học và Phát triển Quảng Tây, Phó Chủ tịch Hiệp hội Khoa học kỹ thuật Quảng Tây.

### Tổ chức lãnh đạo
Tháng 4 năm 2007, Lam Thiên Lập được điều chuyển về quê hương địa cấp thị Hà Trì, giữ chức Phó Bí thư Thị ủy, Phó Thị trưởng, Quyền Thị trưởng Hà Trì, trở thành Thị trưởng Hà Trì từ tháng 7. Ông bắt đầu sự nghiệp lãnh đạo địa phương. Đến tháng 1 năm 2008, ông được thăng cấp thành Bí thư Thị ủy Hà Trì, kiêm nhiệm Chủ nhiệm Ủy ban thường vụ Nhân Đại Hà Trì từ tháng 2 năm 2008 cho đến năm 2011. Tháng 11 năm 2011, ông được Tổng lý Quốc vụ viện Ôn Gia Bảo bổ nhiệm làm Phó Chủ tịch Chính phủ Nhân dân Khu tự trị dân tộc Choang Quảng Tây, đồng thời Ủy viên Đảng tổ, công vụ viên cấp phó tỉnh – phó bộ. Ông công tác phụ trách nhánh hành pháp nội địa và ngoại giao về địa lý và kinh tế với Việt Nam. Ông đồng thời là Bí thư Đảng tổ, Chủ nhiệm Văn phòng Ủy ban Quản lý Quy hoạch và Xây dựng Kinh tế Vịnh Bắc Bộ giáp ranh Việt Nam của Quảng Tây (北部湾（广西）经济区规划建设管委会办公室); Bí thư Đảng tổ, Chủ nhiệm Văn phòng Quản lý tổng hợp ngoại quan Bằng Tường (凭祥综合保税区管委会), giáp ranh Nam Quan với Việt Nam. Ông cũng kiêm nhiệm thêm vị trí Bí thư Đảng tổ, Chủ nhiệm Văn phòng Quản lý Công nghiệp Malaysia – Khâm Châu, Trung Quốc (中国—马来西亚钦州产业园区管委会) từ tháng 10 năm 2012. Tháng 11 năm 2012, tại Đại hội Đảng Cộng sản Trung Quốc khóa XVIII, ông được bầu làm Ủy viên dự khuyết Ủy ban Trung ương Đảng Cộng sản Trung Quốc khóa XVIII.
Tháng 4 năm 2015, Trung ương bổ nhiệm Lam Thiên Lập làm Thường vụ Khu ủy, tiếp tục là Ủy viên Đảng tổ, Phó Chủ tịch Chính phủ Nhân dân Khu tự trị dân tộc Choang Quảng Tây. Đến tháng 8 năm 2016, ông là Phó Bí thư Đảng tổ Chính phủ khu, cùng công tác và hỗ trợ Chủ tịch Trần Vũ rồi kiêm nhiệm Viện trưởng Học viện Hành chính Quảng Tây từ năm 2018. Từ tháng 1 năm 2018 đến tháng 10 năm 2020, ông được bổ nhiệm làm Chủ tịch Hội nghị Hiệp thương Chính trị Nhân dân Khu tự trị dân tộc Choang Quảng Tây (hay Chính Hiệp Quảng Tây), Bí thư Đảng tổ, chức vụ cấp chính tỉnh – chính bộ. Tháng 10 năm 2017, ông được bầu làm Ủy viên dự khuyết Ủy ban Trung ương Đảng Cộng sản Trung Quốc khóa XIX, trong Đại hội Đảng Cộng sản Trung Quốc lần thứ XIX.

### Chủ tịch Quảng Tây
Tháng 10 năm 2020, Trung ương quyết định bổ nhiệm Lam Thiên Lập làm Thường vụ Khu ủy, Phó Bí thư Khu ủy, Bí thư Đảng tổ Chính phủ khu, giới thiệu ứng tuyển vị trí Chủ tịch Chính phủ Nhân dân Khu tự trị dân tộc Choang Quảng Tây, vẫn giữ vị trí Chủ tịch Chính Hiệp Quảng Tây. Đến ngày 19 tháng 10, Ủy ban thường vụ Nhân Đại Quảng Tây khóa XIII, trong kỳ họp thứ 19, quyết định bổ nhiệm ông làm Phó Chủ tịch, Quyền Chủ tịch Chính phủ Nhân dân Khu tự trị dân tộc Choang Quảng Tây, trở thành lãnh đạo hành chính khu tự trị Quảng Tây, cùng quản lý và hỗ trợ Bí thư Khu ủy Lộc Tâm Xã. Ông là người Tráng, được phân công nhiệm vụ lãnh đạo thứ hai trong cơ cấu tổ chức phân bố địa phương các khu tự trị: nhân tố bản địa, dân tộc Tráng giữ vị trí lãnh đạo hành chính Quảng Tây. Cuối năm 2022, ông tham gia Đại hội Đảng Cộng sản Trung Quốc lần thứ XX từ đoàn đại biểu Quảng Tây. Trong quá trình bầu cử tại đại hội, ông được bầu là Ủy viên Ủy ban Trung ương Đảng Cộng sản Trung Quốc khóa XX.